# Ascogrammitis
Ascogrammitis, rod pravih paprati (papratnice) iz potporodice Grammitidoideae,. dio porodice Polypodiaceae, red Polypodiales. Kew ovaj rod tretira kao sinonim za Grammitis.
Rod je opisan u Brittonia 62(4): 357–399. 2010. Tipična je Ascogrammitis athyrioides (Hook.) Sundue, južnoamerička vrsta iz Perua i Bolivije

## Vrste
1. Ascogrammitis alan-smithii (A.Rojas) Sundue
2. Ascogrammitis anfractuosa (Kunze ex Klotzsch) Sundue
3. Ascogrammitis angustipes (Copel.) Sundue
4. Ascogrammitis athyrioides (Hook.) Sundue
5. Ascogrammitis clathrata (Sundue & M.Kessler) Sundue
6. Ascogrammitis clavigera A.R.Sm. ex Sundue
7. Ascogrammitis colombiensis Sundue
8. Ascogrammitis cuencana (Hieron.) Sundue
9. Ascogrammitis david-smithii (Stolze) Sundue
10. Ascogrammitis dilatata (Sundue & M.Kessler) Sundue
11. Ascogrammitis lehnertii Sundue
12. Ascogrammitis loxensis Sundue
13. Ascogrammitis nana (Sundue & M.Kessler) Sundue
14. Ascogrammitis oxapampensis Sundue
15. Ascogrammitis pichinchae (Sodiro) Sundue
16. Ascogrammitis pichinchensis (Hieron.) Sundue
17. Ascogrammitis stuebelii (Hieron.) Sundue
18. Ascogrammitis tungurahuae Sundue

## Sinonimi
Nema.